# Onthophagus clypealis
Onthophagus clypealis là một loài bọ cánh cứng trong họ Bọ hung (Scarabaeidae).